# Cueva de Atlanterra
La cueva de Atlanterra es un abrigo con representaciones rupestres localizado en el término municipal de Tarifa (Cádiz, España). Pertenece al conjunto de yacimientos rupestres denominado Arte sureño, muy relacionado con el arte rupestre del arco mediterráneo de la península ibérica. Como Bien de Interés Cultural bajo la denominación de Cueva de Atlanterra se incluyen también otros tres abrigos, las denominadas Cuevas de los Alemanes I, II y III. Las covachas se sitúan a 100 metros sobre el nivel del mar en la Sierra de la Plata dentro de la finca de las Aguas de Enmedio.
Cueva de Atlanterra
La existencia de esta cueva fue publicada por primera vez por Uwe Topper en 1975 quien la nombró como la cercana urbanización de Atlanterra. Esta cueva, abierta al este, tiene forma semiesférica y posee unos escalones en su entrada que permiten su acceso. Posee gran cantidad de representaciones rupestres de diversas tonalidades. La figura más destacable del conjunto es una gran abeja pintada en el margen izquierdo de la pared. Rodeando a esta figura aparecen líneas y algunas esquematizaciones de zoomorfos. Sobre la abeja se aprecian cuatro antropomorfos formando parte de una misma figura y que según Topper parecen portar una cruz de gran tamaño. Varios zoomorfos y antropomorfos más completan el conjunto que muestra según la interpretación del autor una escena funeraria datable en la Edad de Bronce aunque repintado durante un periodo de tiempo muy prolongado como muestra la diferencia de tonalidades de los pigmentos.
Cuevas de los Alemanes I, II y III
De las tres cuevas la de mayores dimensiones y mayor interés es la Cueva de los Alemanes I. Abierta hacia el sur tiene unas dimensiones de 9.8 metros de longitud, 4.8 de altura y 4.5 de profundidad. Posee representaciones de zoomorfos y antropomorfos junto a signos de difícil interpretación. Esta cueva fue utilizada durante mucho tiempo para el refugio de pastores y ganado y el hollín acumulado en el techo, el roce de los animales en las paredes y los agentes atmosféricos han degradado muchas de las pinturas.
En la Cueva de los Alemanes II los líquenes han colonizado prácticamente todo el soporte rocoso ocultando por completo las pinturas. La Cueva de los Alemanes III sufre también el crecimiento de líquenes aunque aún pueden apreciarse varias líneas verticales y manchas no interpretables.
Estructuras labradas en piedra
Asociadas a la Cueva de Atlanterra se han localizado varias estructuras talladas en la roca relacionadas con el culto que según Topper se realizaba en la covacha. Frente a la cueva y a los pies de ella aparecen sendas plataformas de ofrendas de pequeñas dimensiones, la última con dos bancos o asientos en cada extremo. A 100 metros de su entrada aparecen 16 tumbas excavadas en la roca similares a las de otros abrigos de la región y de varios tamaños. Las tumbas se sitúan al azar de modo que se interpreta que fueron talladas conforme se necesitaban y no con una planificación previa. Queda en el centro del grupo de tumbas un círculo llano dedicado probablemente a las ofrendas.